# Okręg wyborczy Salford East
Okręg wyborczy Salford East powstał w 1950 r. i wysyłał do brytyjskiej Izby Gmin jednego deputowanego. Okręg obejmował wschodnią część miasta Salford w Greater Manchester. Został zlikwidowany w 1997 r.

## Deputowani do brytyjskiej Izby Gmin z okręgu Salford East
- 1950–1955: Edward Hardy, Partia Pracy
- 1955–1983: Frank Allaun, Partia Pracy
- 1983–1997: Stanley Orme, Partia Pracy